# Eleonore Juliane von Brandenburg-Ansbach

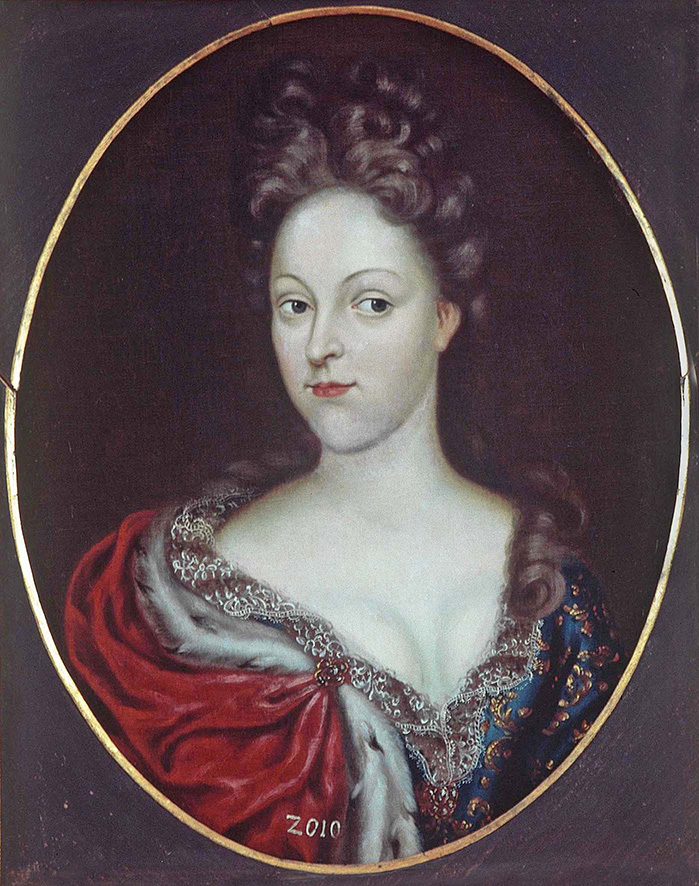
Eleonore Juliane von Brandenburg-Ansbach, Herzogin von Württemberg

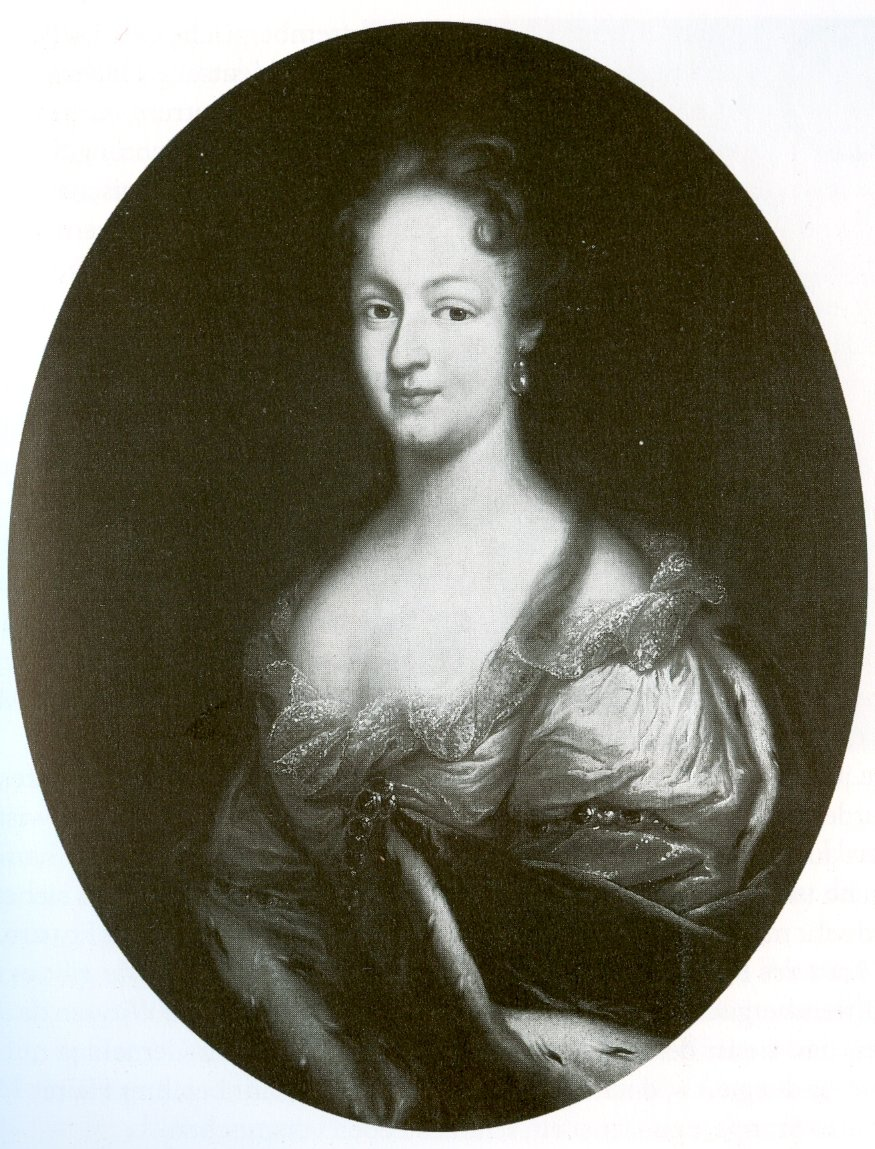
Herzogin Eleonore Juliane von Württemberg-Winnental

Eleonore Juliane von Brandenburg-Ansbach (* 23. Oktober 1663 in Ansbach; † 4. März 1724 in Ansbach) war eine Prinzessin von Brandenburg-Ansbach und war durch Heirat von 31. Oktober 1682 bis 20. Dezember 1697 Herzogin von Württemberg-Winnental.

## Leben
Eleonore Juliane war eine Tochter des Markgrafen Albrecht von Brandenburg-Ansbach (1620–1667) aus dessen zweiter Ehe mit Sophie Margarete (1634–1664), Tochter des Grafen Joachim Ernst zu Oettingen-Oettingen.
Sie heiratete am 31. Oktober 1682 in Ansbach Herzog Friedrich Karl von Württemberg-Winnental (1652–1698). Anlässlich der Vermählung ließ Friedrich Karl eine Gedenkmünze prägen. Bei der Hochzeit lernte Eleonore Julianes Bruder Johann Friedrich den Komponisten Johann Sigismund Kusser kennen, der später in Ansbach wirkte.
Nachdem sie Witwe geworden war, zog Eleonore Juliane 1710 wieder ins heimatliche Ansbach um ihre jüngste Tochter zu unterstützen. Die Herzogin pflegte persönlichen Umgang mit dem Theologen August Hermann Francke und verfasste geistliche Lieder. Als ihr Rat und Hofmeister fungierte Philipp Friedrich von Geismar (1646–1701).
Eleonore Juliane wurde in der Stuttgarter Stiftskirche bestattet.

## Nachkommen
Aus ihrer Ehe hatte Eleonore Juliane folgende Kinder:
- Karl I. Alexander (1684–1737), Herzog von Württemberg

⚭ 1727 Prinzessin Marie-Auguste von Thurn und Taxis (1706–1756)
- Dorothea Charlotte (1685–1687)
- Friedrich Karl (1686–1693)
- Heinrich Friedrich (1687–1734)
- Maximilian Emanuel (1689–1709)
- Friedrich Ludwig (1690–1734)

⚭ 1722 Ursula Katharina von Altenbockum (1680–1743)
- Christiane Charlotte (1694–1729)

⚭ 1709 Markgraf Wilhelm Friedrich von Brandenburg-Ansbach (1686–1723)